# Erlefried Hoppe

Erlefried Hoppe

Erlefried Hoppe (* 16. April 1910 in Nürnberg; † 18. Oktober 1992) war ein deutscher Bildhauer.

## Biographie
Sein Vater war der Metallkünstler und Industriedesigner F. Otto Hoppe. Er wuchs in Widdert auf, einem Stadtteil von Solingen. An der dortigen Metallfachschule war er Schüler von Paul Woenne. Danach studierte er an der Düsseldorfer Kunstakademie bei Ewald Mataré. 1933 ließ er sich als selbstständiger Bildhauer in Köln nieder und arbeitete ab 1948 dreißig Jahre lang für die Kölner Dombauhütte. Dabei gestaltete er über vierzig Figuren, Engel und Heilige, Wasserspeier, Kreuzblumen und Schlusssteine mit Persönlichkeiten. An dem im Stil des Art déco neugestalteten Vierungsturm des Kölner Domes befinden sich seit 1967 acht von Hoppe entworfene 4,10 Meter große Engel. Weitere bekannte Werke Hoppes sind die Liëwerfrau (Lieferfrau)-Statue am Fronhof Solingen und sein Dickes Gummibärchen in Ohligs.

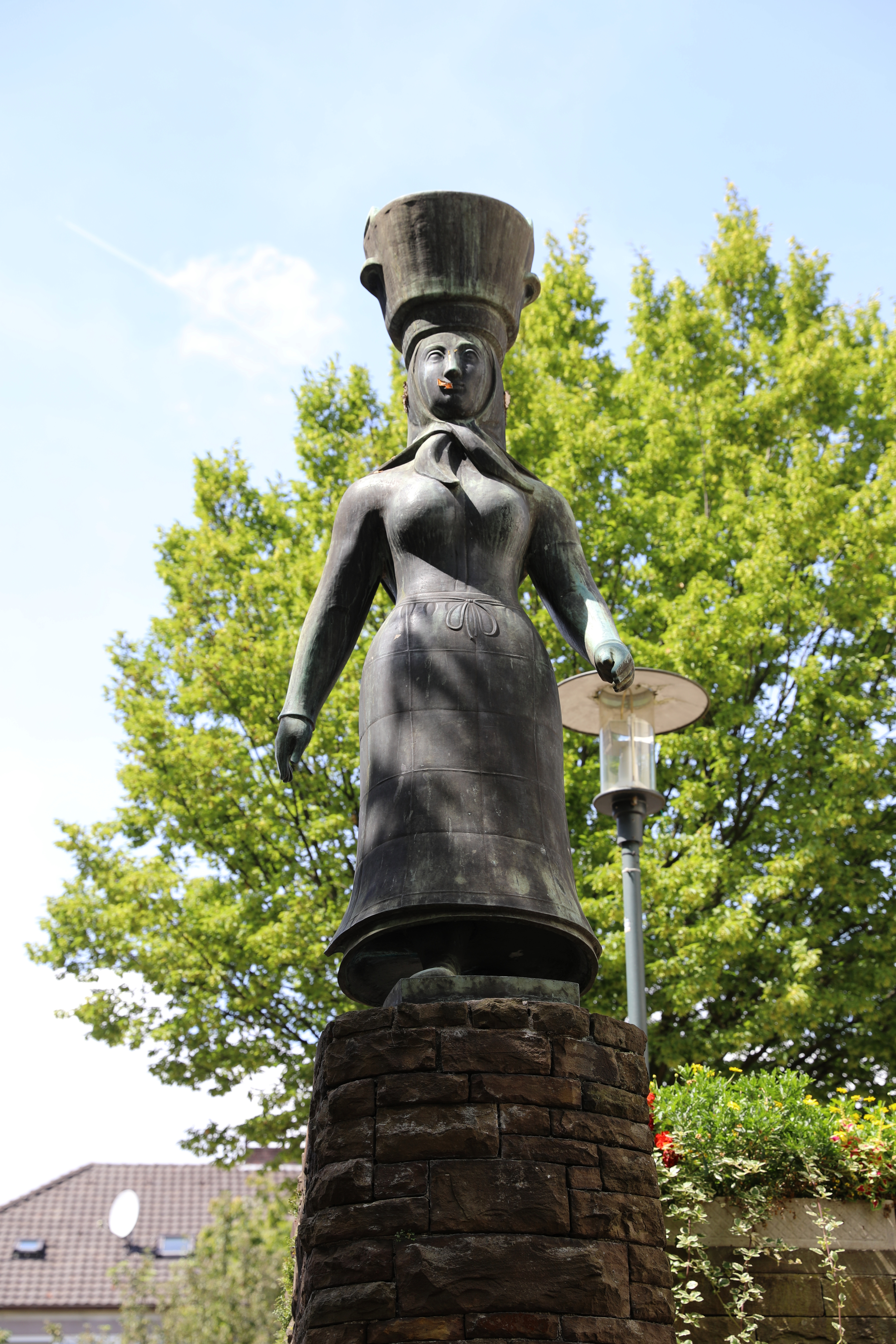
Liëwerfrau Fronhof Solingen
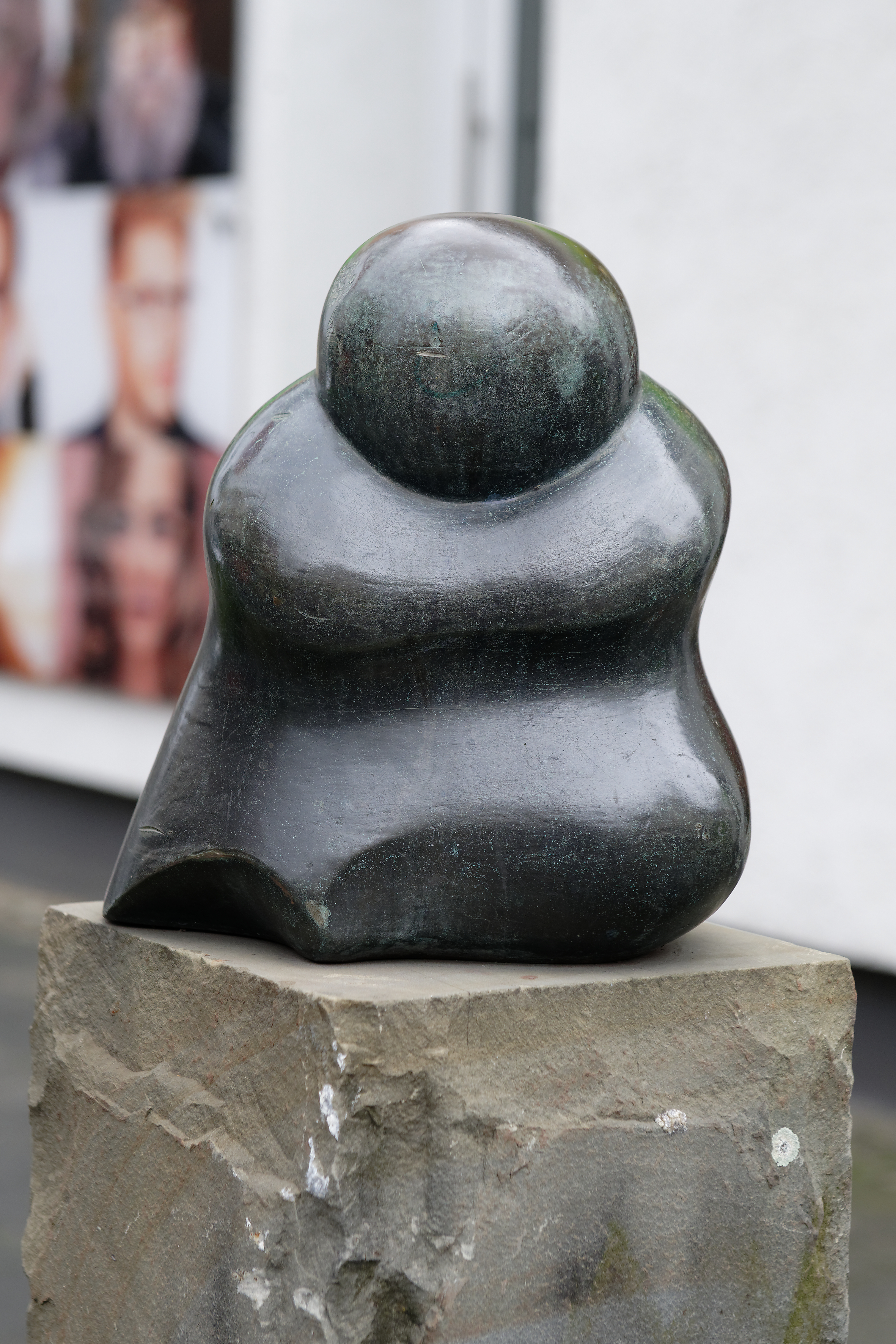
Gummibärchen
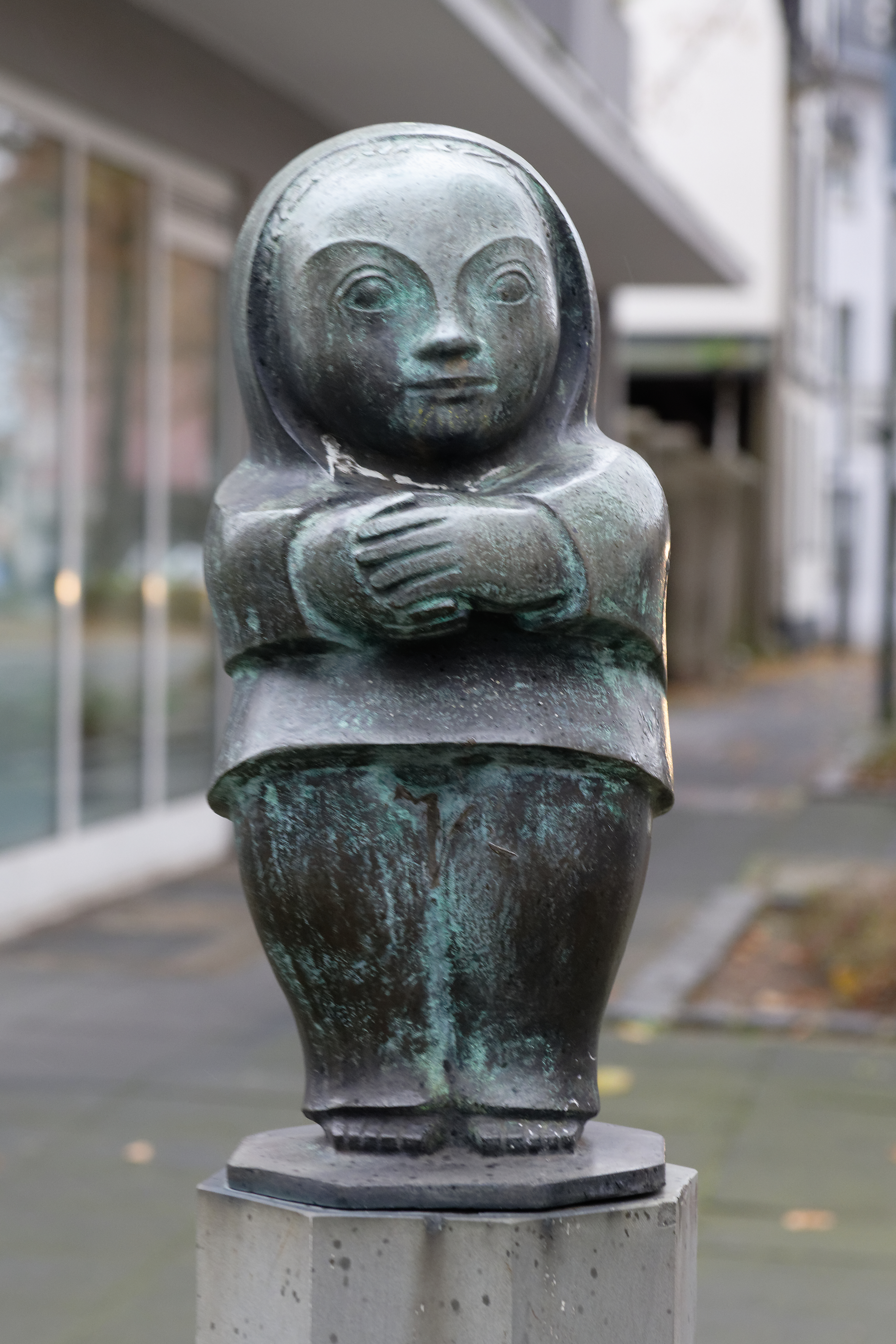
Mütterchen